# Operace Dragoon Ride
Operace Dragoon Ride (Dragounská jízda) je označení pro přesun techniky a příslušníků armády Spojených států amerických z pobaltských států přes Polsko a Česko na základnu Rose Barracks ve Vilsecku v Německu, který začal 20. března a skončil 1. dubna 2015. Přesun amerického konvoje, ke kterému patřilo 115 vozidel a cca 500 vojáků 3. korouhve 2. jezdeckého pluku, (podle jehož přezdívky „Dragoons“ získala operace kódové označení) přes území České republiky byl naplánován na 29. březen až 1. duben 2015. Podle ministerstva obrany ČR se jednalo o standardní a vládou schválenou přepravu spojeneckých sil Severoatlantické aliance ze cvičení Atlantic Resolve (Atlantické odhodlání), které bylo reakcí na vývoj bezpečnostního prostředí ve východní Evropě vzhledem k válce na východní Ukrajině. Americký armádní server Stars and Stripes označil operaci jako konvoj demonstrace síly (show-of-force convoy). Podle informací amerického deníku The New York Times bylo cílem ujistit veřejnost spojeneckých států v Evropě jak o přítomnosti amerických sil na kontinentu, tak o jejich schopnosti rychlých přesunů po vlastní ose na značné vzdálenosti, částečně v reakci na podobné přesuny ozbrojených sil Ruské federace v nedávné minulosti.
Na Václavském náměstí se 28. března sešlo několik stovek odpůrců i zastánců průjezdu amerického vojenského konvoje. Bývalý senátor Jiří Vyvadil svolal na 30. března protestní akci před kasárna v Ruzyni, nicméně podle serveru iDNES.cz zde byl prakticky osamocen. Na setkání s americkými vojáky a prohlídku jejich vojenské techniky dorazily 31. března na nádvoří ruzyňských kasáren tisíce lidí. Vojáky zde navštívil také premiér Bohuslav Sobotka, ministr obrany Martin Stropnický nebo americký velvyslanec Andrew Schapiro. Celkově byla odezva mezi českým obyvatelstvem na průjezd konvoje kladná, což se projevilo hlavně davy lidí lemující komunikace, po kterých americké kolony projížděli a vítání amerických vojáků v místech odpočinku. Ve všech těchto případech příznivci výrazně převažovali nad odpůrci konvoje. Jak premiér Sobotka tak i náčelník generálního štábu Petr Pavel na základě tohoto prohlásili, že zprávy o rozdělené společnosti postojem k otázce amerického konvoje jsou pouhou mediální bublinou a fikcí. Přesto ale některá ruská média rozjela lživou propagandistickou kampaň o masových demonstracích Čechů proti konvoji. V nich se o kladném přijetí konvoje ani nezmínila a zpravodajské příspěvky falšovala tak, aby jejich vyznění bylo v souladu s tvrzením o odporu proti konvoji.

## Galerie

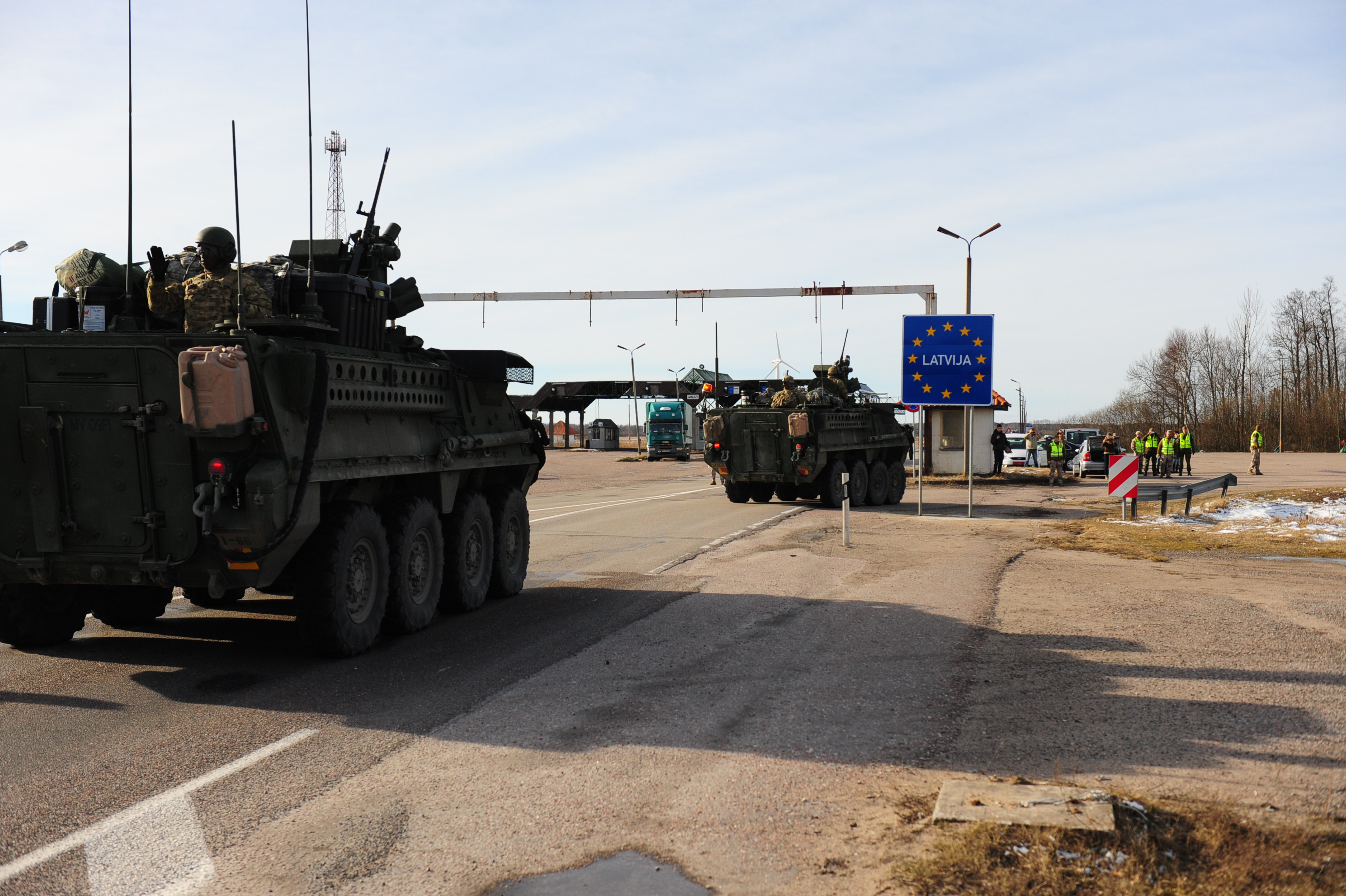
Obrněné transportéry Stryker v Lotyšsku
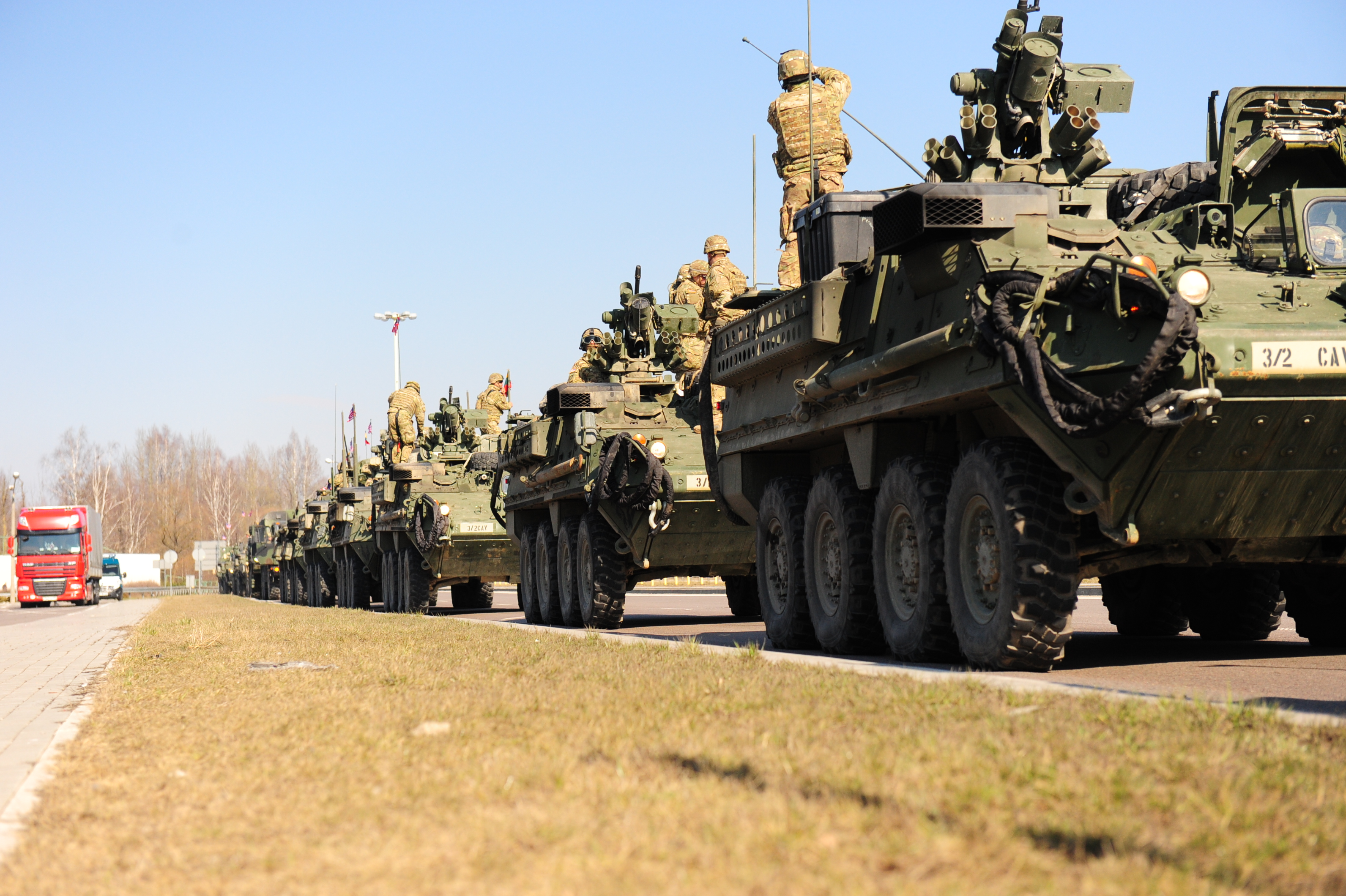
Kolona během přesunu
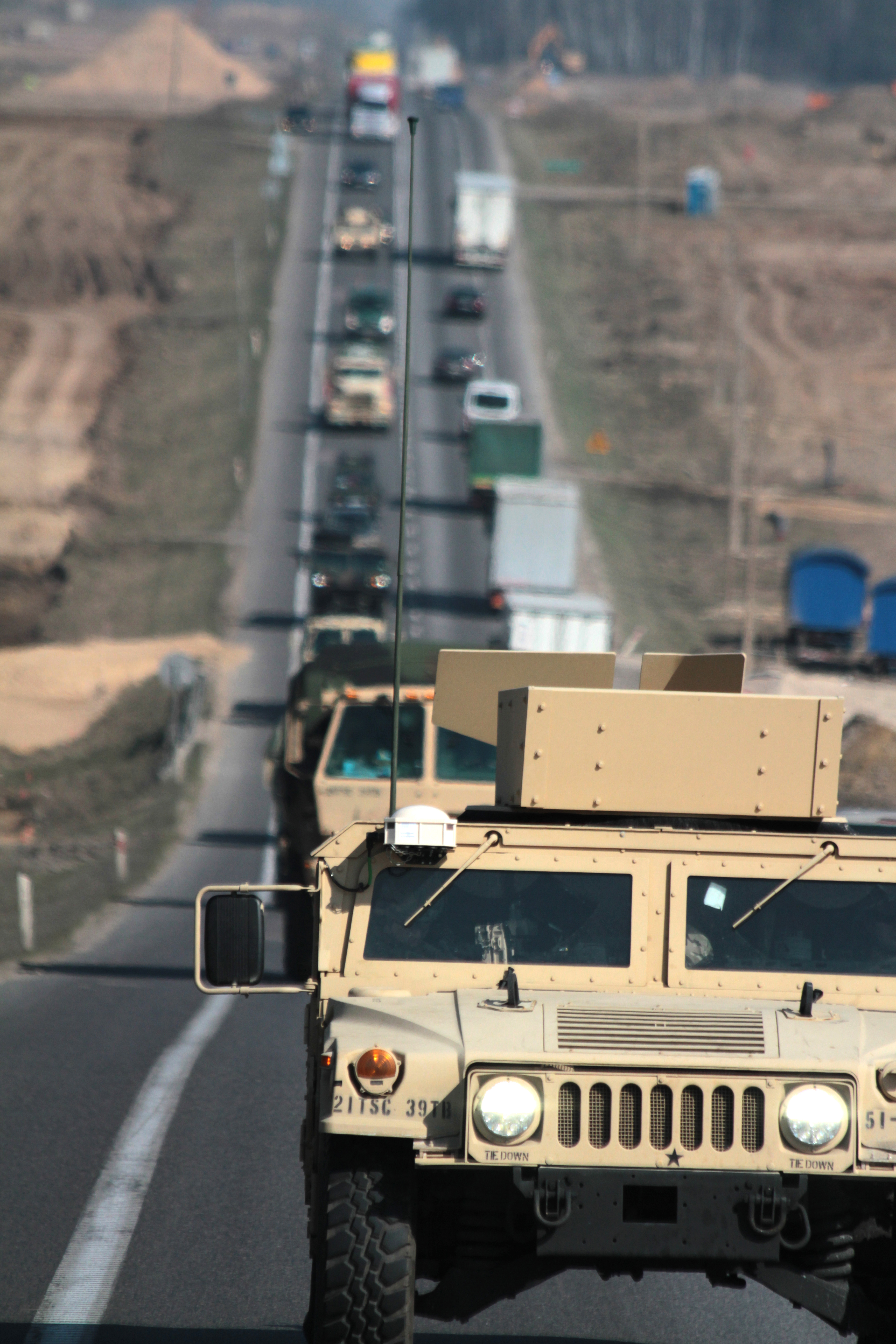
Průjezd kolony Polskem
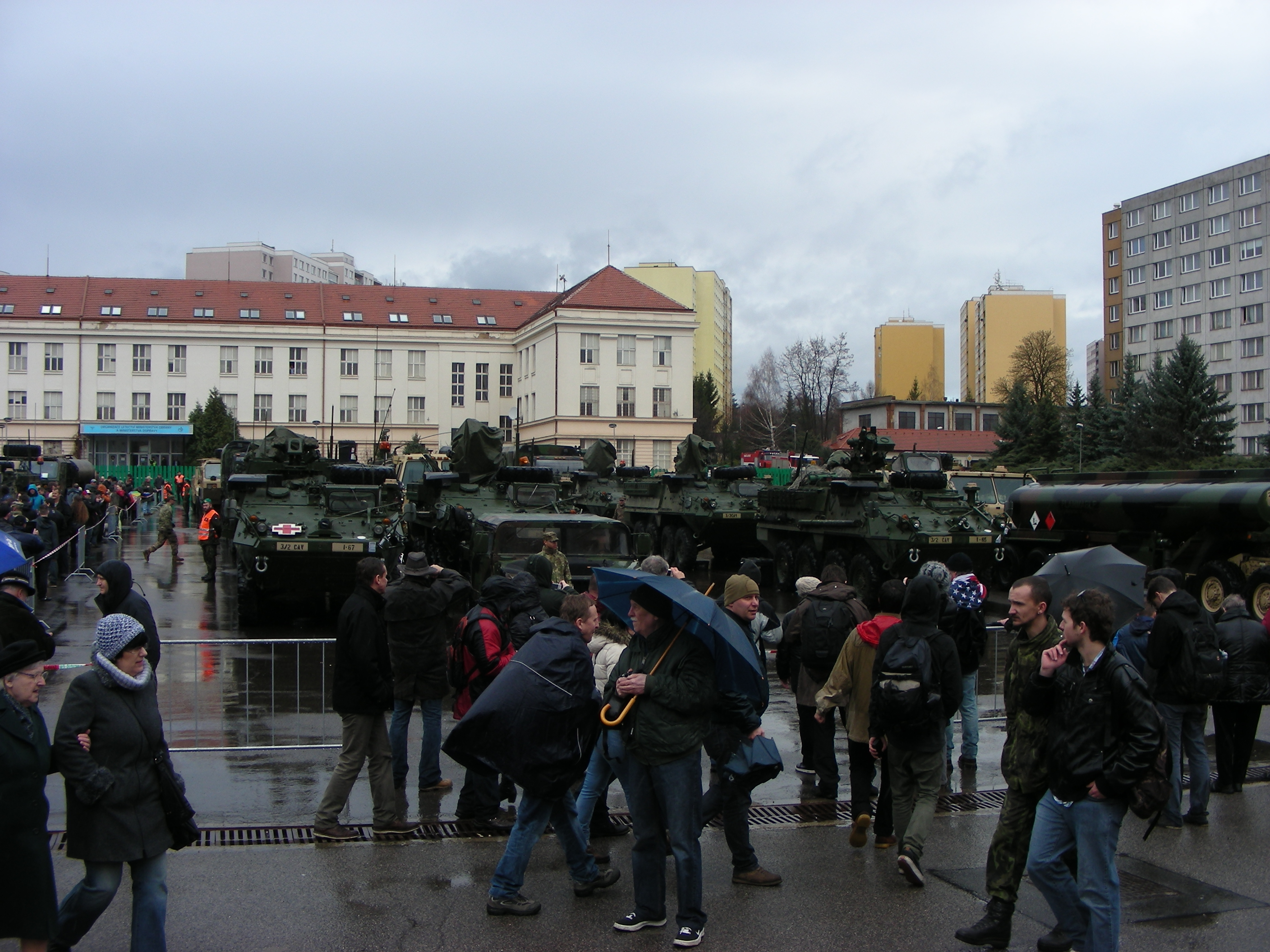
Nádvoří ruzyňských kasáren
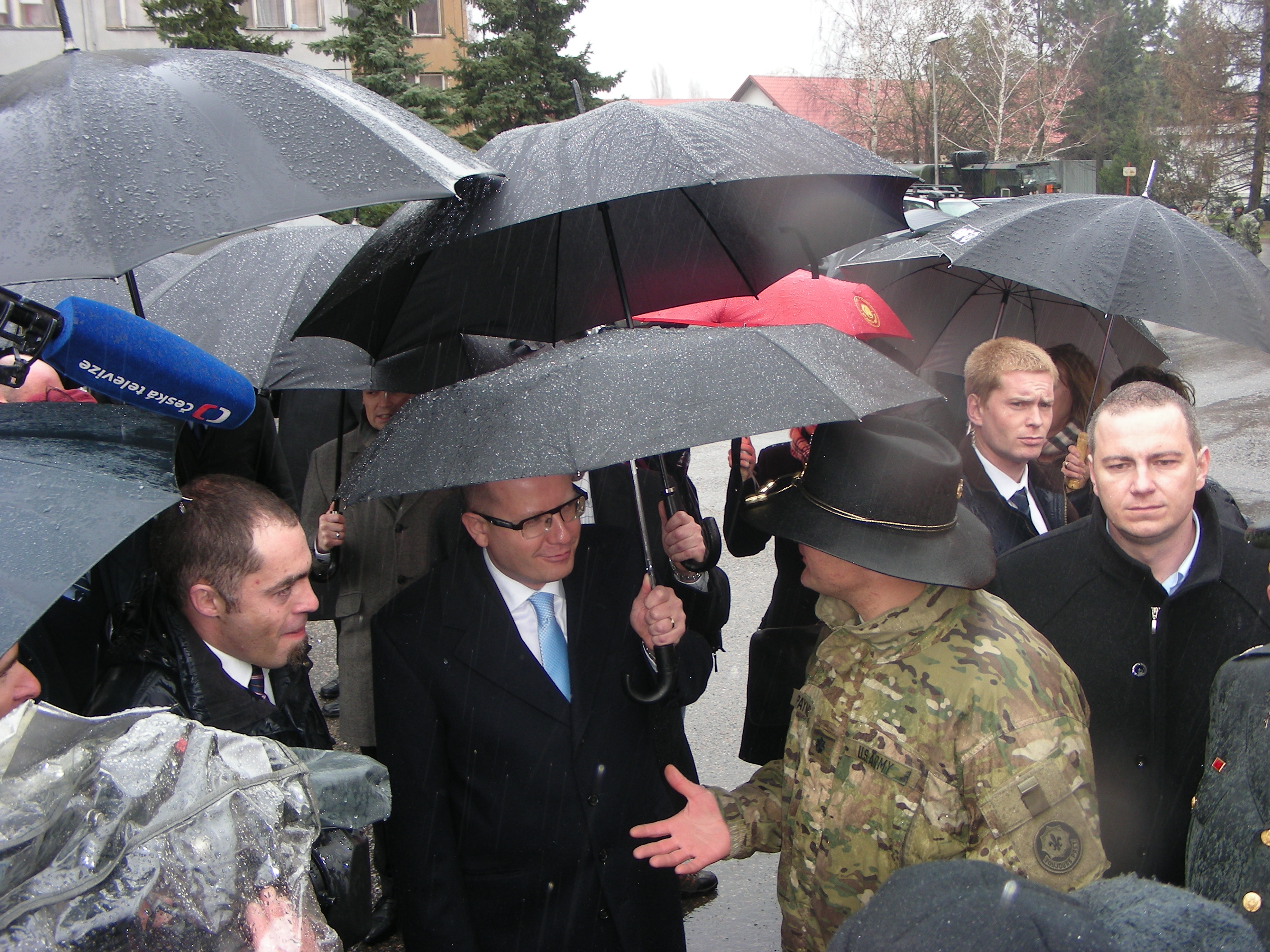
Premiér Sobotka a americký velitel
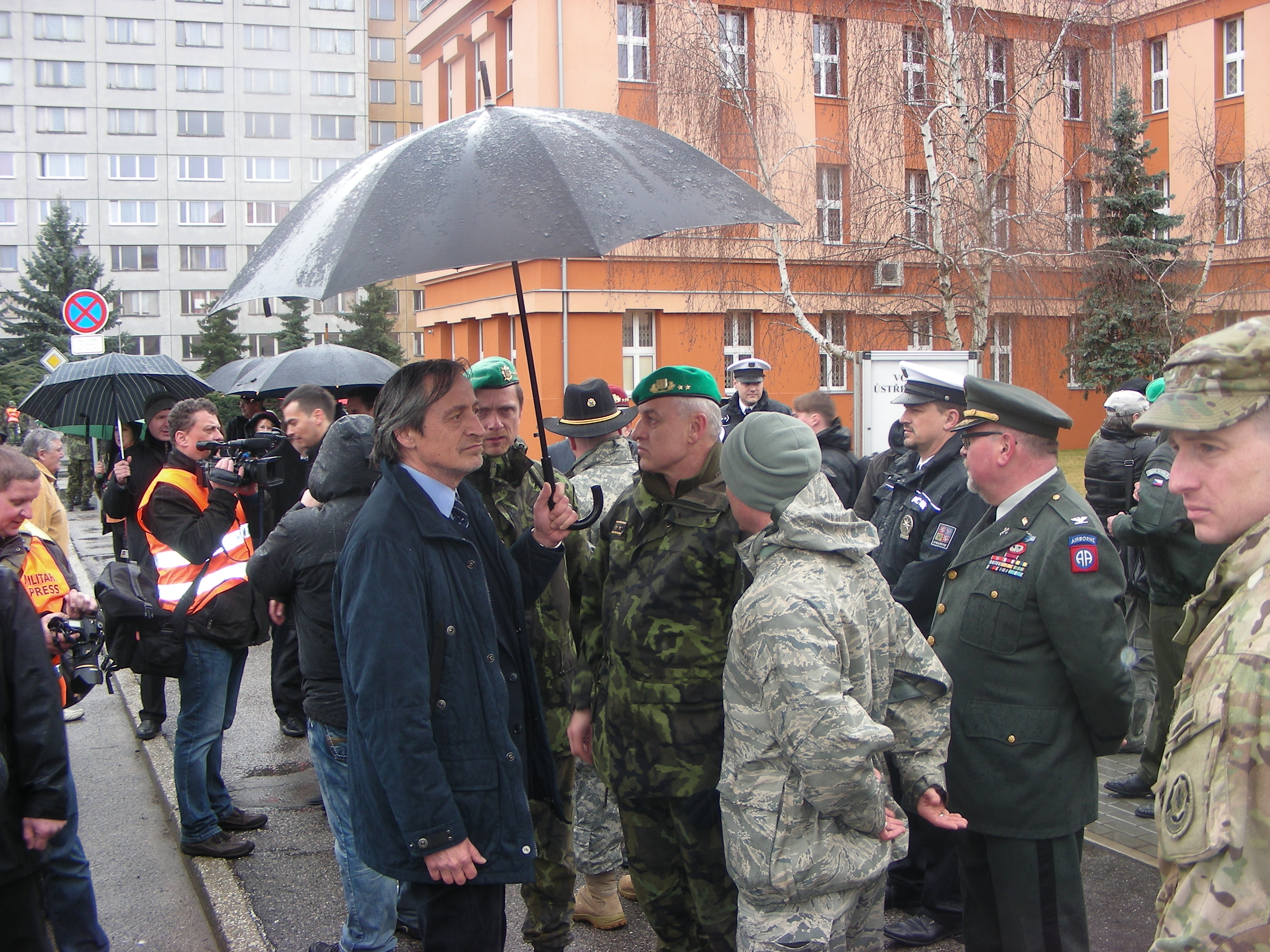
Ministr Stropnický a generálmajor František Malenínský
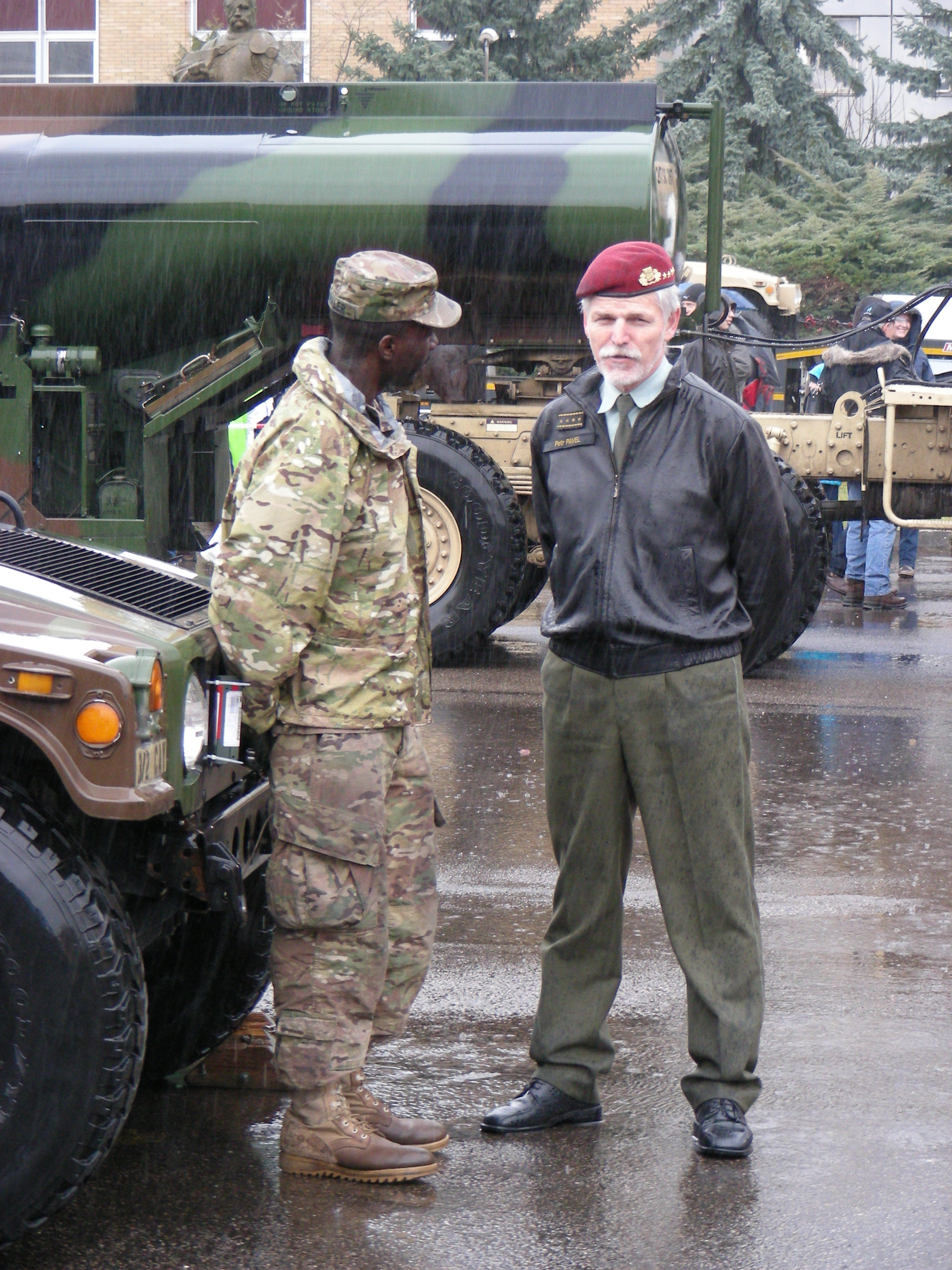
Armádní generál Petr Pavel
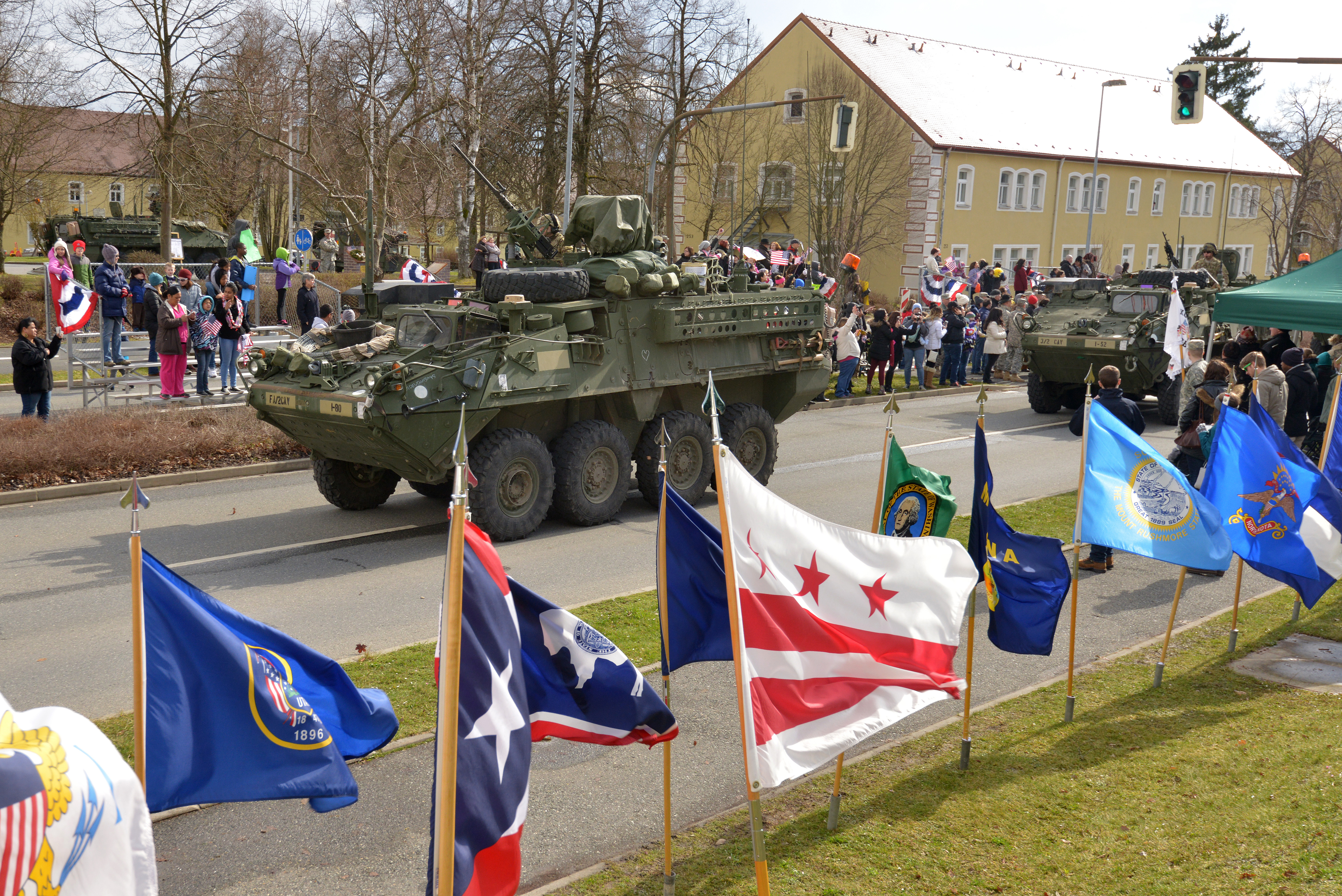
Návrat konvoje na americkou základnu ve Vilsecku
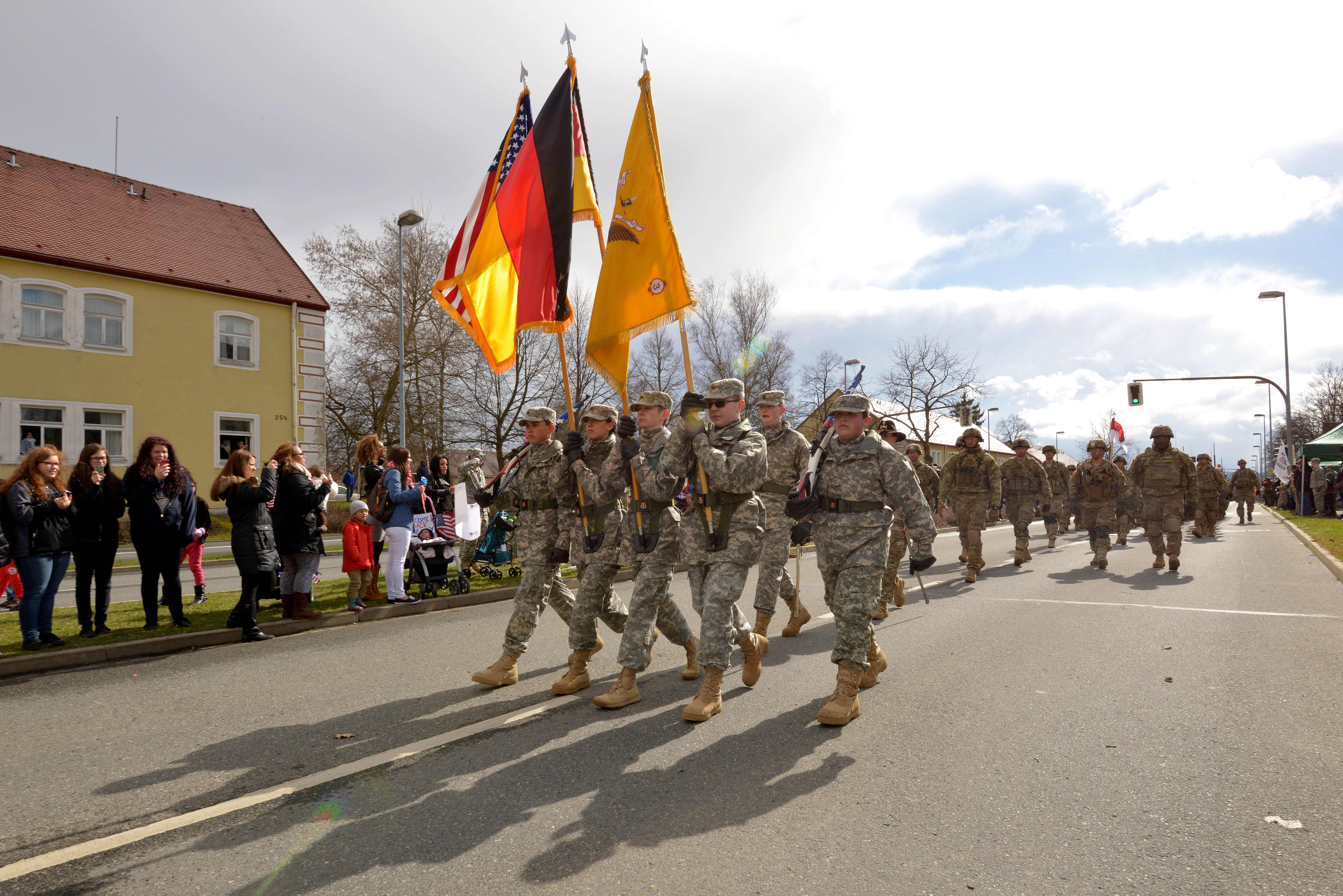
Vojenská přehlídka po návratu na základnu